# گتتیاوالا
گتتیاوالا (به لاتین: Gettiyawala) یک منطقهٔ مسکونی در سری‌لانکا است که در استان مرکزی (سری‌لانکا) واقع شده‌است.